# Bianca Alencar
Bianca Silva Alencar (nacida el 1 de octubre de 1994) es una vlogger, actriz, cantante, actriz de voz, bailarina y compositora brasileña. Ella es una conocida YouTuber en Brasil, con más de un millón de suscriptores que comenzó con el canal en 2017, hablando de su vida profesional.

## Biografía
Comenzó su carrera como cantante a los 4 años de edad. Presentándose por primera vez en el concurso de estudiantes de primer año en el Programa Raul Gil. A los cinco años y medio, Bianca se unió al programa de Moacyr Franco, Pequenos Brilhantes, donde estuvo un año bailando. Poco después, fue a hacer una prueba para la marca de ropa Marisol, donde estuvo y se quedó aproximadamente un año en el programa Domingo Legal, haciendo merchandising de marca (donde bailó y mostró la ropa).
Hizo una prueba para el ballet de Carla Pérez donde ingresó, participó en varios programas con ella como: Planeta Xuxa, A Turma do Didi, Superpop entre varios. A la edad de 7 años, participó en el concurso Balão Mágico: Galera do Balão, en el programa Domingo Legal, donde fue elegida para ser una de las integrantes del grupo. Grabó un CD para Sony Music Records con regrabaciones de los éxitos de Balão Mágico "Superfantástico" con Kelly Key, "Tem Gato na Tuba" y "Amigos do Peito" con Zezé di Camargo y Luciano. El grupo también apareció en varios programas de televisión, también participó en el especial del sacerdote Marcelo Rossi exhibido el 14 de diciembre de 2002 por el SBT, el grupo también viajó por Brasil haciendo varios shows. Con otra formación del Balão Mágico estipulada Clubinho do Balão, grabó su primer álbum, para el sello discográfico Caravelas donde permaneció hasta los 11 años, titulada Você Vai Gostar de Mim, quien realizó una gira por Brasil para divulgarlo, el grupo también grabó su primer programa para TV Gazeta que debutó el 2 de julio de 2005.
A la edad de 11 años comenzó a realizar diversos trabajos en obras musicales y obras para niños, como el musical Barney. Al mismo tiempo, fue invitado a una prueba de doblaje donde fue aprobado, su primer personaje fue Pinky Dinky Doo, famoso diseño del canal Discovery Kids. A partir de entonces, se centró en su carrera de doblaje, donde continuó ininterrumpidamente hasta el día de hoy. A los 18 años, Bianca decidió reanudar su carrera como artista, fue cuando participó en el programa Ídolos en RecordTV y llegó a la semifinal. Después de aparecer en el programa, hizo algunas apariciones como cantante. En 2016 fue un año decisivo en todos los aspectos de su vida y carrera. En diciembre compuso su primera canción, desde allí hasta más de 50 composiciones y asociación con el productor Rick Azevedo. A principios de 2017, decidió lanzar su canal de Youtube, con versiones de canciones y hablando de sus personajes, películas, series y dibujos que apodó. El 3 de agosto lanzó su primer single titulado "Lado a Lado".